# Hieracium chloropannosum
Hieracium chloropannosum es una especie de planta con flor del género Hieracium, de la familia Asteraceae, orden Asterales.

## Distribución
Hieracium chloropannosum se distribuye por Albania.

## Taxonomía
Fue descrita científicamente por Zahn. Fue publicada en Pflanzenr., IV, 280: 591 (1921).